# Lenzites
Genre
Lenzites est un genre de champignons lignivores de la famille des Polyporaceae. Il contenait historiquement plusieurs espèces, appelées « lenzites » en français, qui font désormais partie d'autres genres et familles.
En règle générale, les lenzites ne forment pas de mycélium en surface. La dégradation, une pourriture brune, commence à l’intérieur du bois et ne se remarque généralement que lorsqu’elle atteint le stade final qui coïncide presque toujours avec l’apparition de fructifications.